# Alicia Partnoy
Alicia Mabel Partnoy (sinh năm 1955 tại Bahía Blanca, Argentina) là một nhà hoạt động nhân quyền, nhà thơ và nhà dịch giả.
Sau khi Tổng thống Argentina Juan Perón qua đời, các sinh viên bên cánh tả của Đảng chính trị Peronist với sự nhiệt thành trong các trường đại học của đất nước và với các công nhân, đã bị bức hại và bỏ tù. Có một cuộc đảo chính quân sự vào năm 1976 và mọi người bắt đầu biến mất. Partnoy là một trong những người phải chịu đựng những thử thách trở thành tù nhân chính trị. Bà trở thành một nhà hoạt động của Phong trào Thanh niên Peronist khi theo học tại Đại học Quốc gia miền Nam.
Bà được đưa ra khỏi nhà, bỏ lại cô con gái 18 tháng tuổi, vào ngày 12 tháng 1 năm 1977, bởi Quân đội và bị giam cầm tại một trại tập trung tên là Trường học nhỏ (La Escuelita). Trong ba tháng rưỡi, Partnoy bị bịt mắt. Bà bị đánh đập tàn nhẫn, bị bỏ đói, bị quấy nhiễu và bị buộc phải sống trong điều kiện vô nhân đạo. Bà được chuyển từ trại tập trung đến nhà tù của Villa Floresta ở Bahía Blanca, nơi bà ở lại sáu tháng chỉ để được chuyển đến một nhà tù khác. Bà đã dành tổng cộng hai năm rưỡi làm tù nhân lương tâm, không bị buộc tội.
Năm 1979, bà bị buộc rời khỏi đất nước và chuyển đến Mỹ, nơi bà được đoàn tụ với con gái và chồng. Năm 1985, bà kể câu chuyện của mình về những gì đã xảy ra với bà tại Ngôi trường nhỏ, trong một cuốn sách cùng tên. Thế giới bắt đầu mở rộng tầm mắt đối xử với phụ nữ liên quan đến sự mất tích của người Mỹ Latinh.
Alicia Partnoy đã làm chứng trước Liên Hợp Quốc, Tổ chức các quốc gia châu Mỹ, Tổ chức Ân xá quốc tế và Ủy ban nhân quyền Argentina. Lời khai của bà được ghi lại trong một bản tổng hợp các lời chứng thực của Ủy ban Điều tra về sự biến mất của Ủy ban Quốc gia. Bà hiện đang sống ở Los Angeles, California, CA và giảng dạy tại Đại học Loyola Marymount.
Vào tháng 6 năm 2007, một tập thơ của bà đã xuất hiện trong số thứ hai của tạp chí phê bình và thơ tiếng Do Thái Daka do Eran Tzelgov thể hiện.